# 大坊主

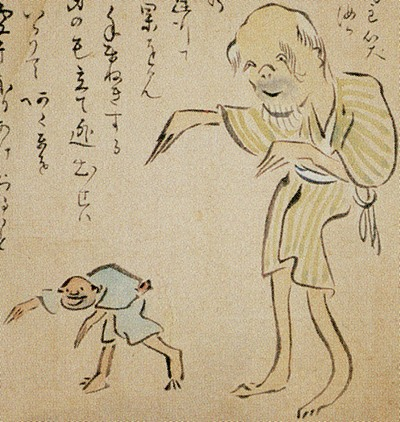
大坊主

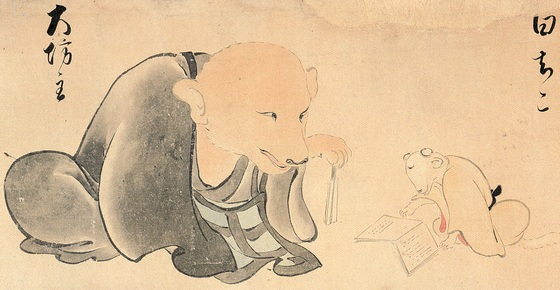
大坊主和白稚兒

大坊主（おおぼうず）是日本各地的民俗資料、文献等記載的巨大和尚外形的妖怪。幾乎和大入道同義。

## 各地傳承
在越中國（現・富山縣）、長野縣、靜岡縣、因幡國（現・鳥取縣）、薩州（現・鹿兒島縣西部）皆有大坊主的傳承。

## 和尚鬼
台灣亦有類似大坊主，身材高大，和尚外形的鬼，名為和尚鬼。

## 脚注
1. ↑  村上健司編著 『妖怪事典』 毎日新聞社、2000年。
2. ↑  《台灣風俗誌》，片岡巖，台灣日日新報社，大正10年

## 關連項目
- 見越入道